# ゲイラクス (バージニア州)
ゲイラクス（英: Galax、[ˈɡeɪlæks]）は、アメリカ合衆国バージニア州南西部に位置する独立市である。北東はキャロル郡、南西はグレイソン郡に接している。2010年国勢調査での人口は7,042人である。アメリカ合衆国商務省経済分析局は統計上の目的でゲイラクス市とキャロル郡を1つにしている。

## 歴史

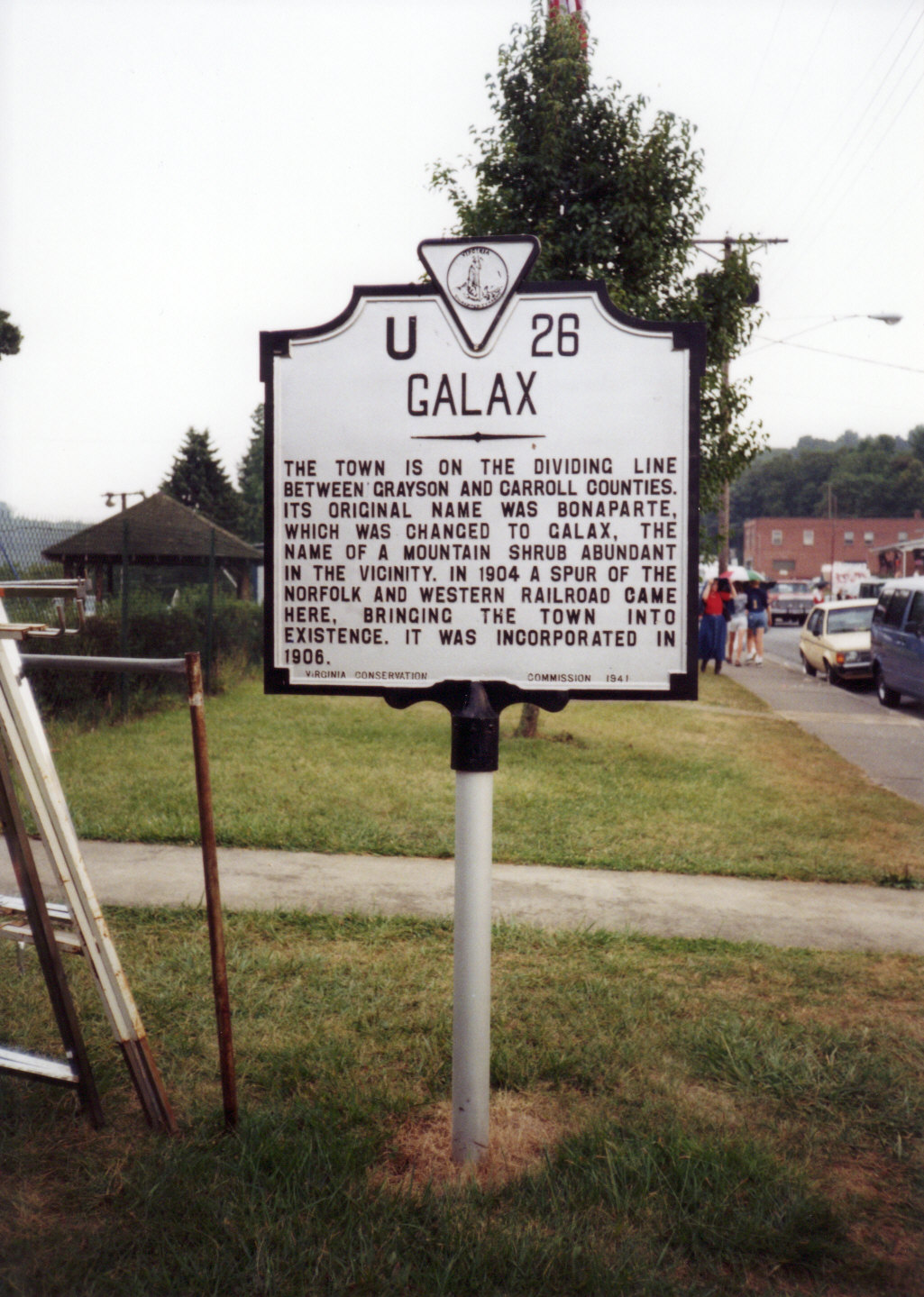
ゲイラクスの歴史標識

ゲイラクスの町はチェスナット・クリーク沿いに設立され、このクリークが豊富な水を供給し、また初期の動力源にもなった。1904年、ノーフォーク・アンド・ウェスタン鉄道がブレアズと呼ばれた村に支線を伸ばしたのが、最初の鉄道になった。ゲイラクスは1906年に法人化された。町の名は地域に自生する常緑植物ガラックス（イワウメ科）から採られた 。鉄道は貨物と乗客の双方を運び、それが産業の成長を促し、市民生活に必要な物を運んできた。家具、繊維、鏡、衣類、硬木床材の製造が地域経済の屋台骨になった。コンデンスミルクの加工も、小さな農家が限られた量の牛乳を販売することを可能にした。
1932年にゲイラクス近郊の鉱山から報告された酸化鉱物に、ゲイラクスにちなんでマンガン尖晶石（Galaxite、ゲイラクサイト）と命名された。
1950年代、ゲイラクスはそれまで属していた2つの郡から分離し、独立市となる道を選んだ。このことで経済成長を促し、長年強い税制の基盤ができた。グレイソン郡およびキャロル郡と協業することで、市民の需要に対応する独立した道を歩むことができた。
経済の減退と共に家具工場が1つを残して閉鎖され、多くの市民が失業した。
ゲイラクスは「世界のブルーグラス首都」を自称してきた。
2007年、ゲイラクス市とキャロル郡およびグレイソン郡からなるコンソーシアムが、「ワイアードロード」と呼ばれるオープン・アクセス・ネットワークの建設を始めた。光ファイバーと無線ブロードバンド・ネットワークで構成されるワイアードロードは、2012年までに地域家庭と企業の80%に敷設されることが計画された。

## 地理
ゲイラクスは北緯36度39分52秒 西経80度55分12秒 / 北緯36.66444度 西経80.92000度に位置する。

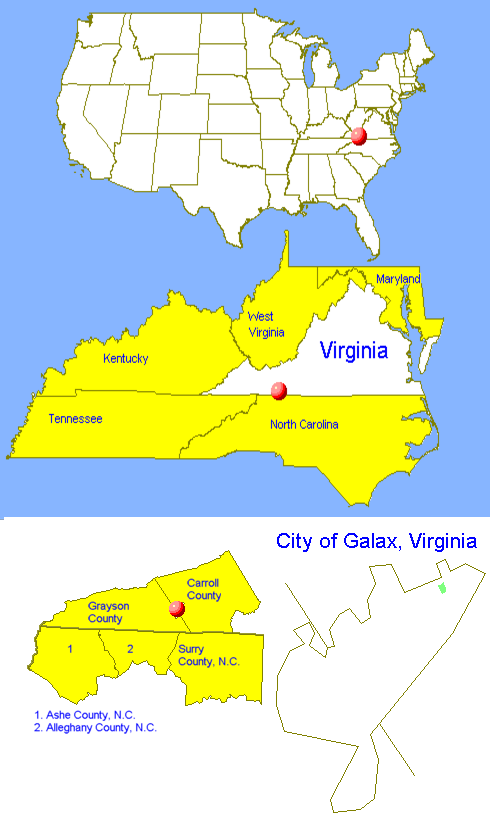
ゲイラクス市の位置関係を示す図

アメリカ合衆国国勢調査局に拠れば、市域全面積は8.2平方マイル (21 km2) であり、すべて陸地である。
ゲイラクス市はバージニア州南西部のブルーリッジ山脈の中に位置している。ノースカロライナ州との州境に接するキャロル郡とグレイソン郡に挟まれている。北部はグレート・バレーに向かって標高を下げ、南部はピードモント台地になっている。市域はバレーにあり、標高は概略2,500フィート (750 m) である。東のキャロル郡とフロイド郡は標高3,000フィート (900 m) に達し、4,000フィート (1,200 m) 級の峰もある。西のグレイソン郡は、隣接するノースカロライナ州と地形や気候が似ているのでノースカロライナ・ハイカントリーに属すと考えられることも多い。
ゲイラクス市の夏は穏やかで湿度がある。平均最高気温は80°F (27 ℃) 台前半であり、周辺の低地よりも約10°F (5.6 ℃) 涼しい。秋は雨が多く涼しい。ハロウィーンより前に粉雪が降ることも珍しくはない。冬の雪は年間30ないし40インチ (75 - 100 cm) 降り、南の周辺地域よりもかなり多い。12月から3月まで、気温は40°F (4 ℃) 前後であり、夜間は1桁台 (-12 ℃未満) になることもある。
ブルーリッジ山脈では特徴ある微気候が発生する。例えば風が東から吹くと、大西洋からの湿り気に包まれ何日も霧や小雨に悩まされる。これは太平洋岸北西部ではよく見られる気候である。
冬季の西部では、風が北西から吹くときに湖水効果による雪が高山に降る。
この地域では度々気温降下や気象の大きな変化が起きる。これは標高の差だけでなく、地形の傾斜によっても起こり、雨を振りやすくさせる。冬季には数審の降雪があることも多いが、ニュー川バレーの北やピードモント台地の南ではそれが雨に変わる。
19世紀後半から1920年代初期まで、住民が冬季に川から氷を切り出し、それをおがくずで覆い、暖かい季節に肉を冷蔵するために使ったことが伝えられている。

## 人口動態
以下は2000年の国勢調査による人口統計データである。（　）内は2010年データである。
| 基礎データ - 人口: 6,837人 (7,042人) - 世帯数: 2,950 世帯 - 家族数: 1,843 家族 - 人口密度: 321人/km2（831人/mi2） - 住居数: 3,217軒 - 住居密度: 151軒/km2（391軒/mi2） 人種別人口構成 - 白人: 86.11% (78.12%) - アフリカン・アメリカン: 6.26% (6.23%) - ネイティブ・アメリカン: 0.45% (0.10%) - アジア人: 0.70% (0.53%) - 太平洋諸島系: 0.01% (0.11%) - その他の人種: 5.51% - 混血: 0.95% (1.29%) - ヒスパニック・ラテン系: 11.07% (14.04%) | 年齢別人口構成 - 18歳未満: 23.0% - 18-24歳: 7.9% - 25-44歳: 26.4% - 45-64歳: 23.5% - 65歳以上: 19.2% - 年齢の中央値: 40歳 - 性比（女性100人あたり男性の人口） - 総人口: 90.6 - 18歳以上: 84.1 世帯と家族（対世帯数） - 18歳未満の子供がいる: 27.6% - 結婚・同居している夫婦: 46.0% - 未婚・離婚・死別女性が世帯主: 12.7% - 非家族世帯: 37.5% - 単身世帯: 34.2% - 65歳以上の老人1人暮らし: 14.9% - 平均構成人数 - 世帯: 2.27人 - 家族: 2.90人 | 収入と家計 - 収入の中央値 - 世帯: 28,326米ドル - 家族: 36,832米ドル - 性別 - 男性: 24,013米ドル - 女性: 18,393米ドル - 人口1人あたり収入: 17,447米ドル - 貧困線以下 - 対人口: 18.6% - 対家族数: 13.6% - 18歳未満: 26.8% - 65歳以上: 21.4% |

## 文化

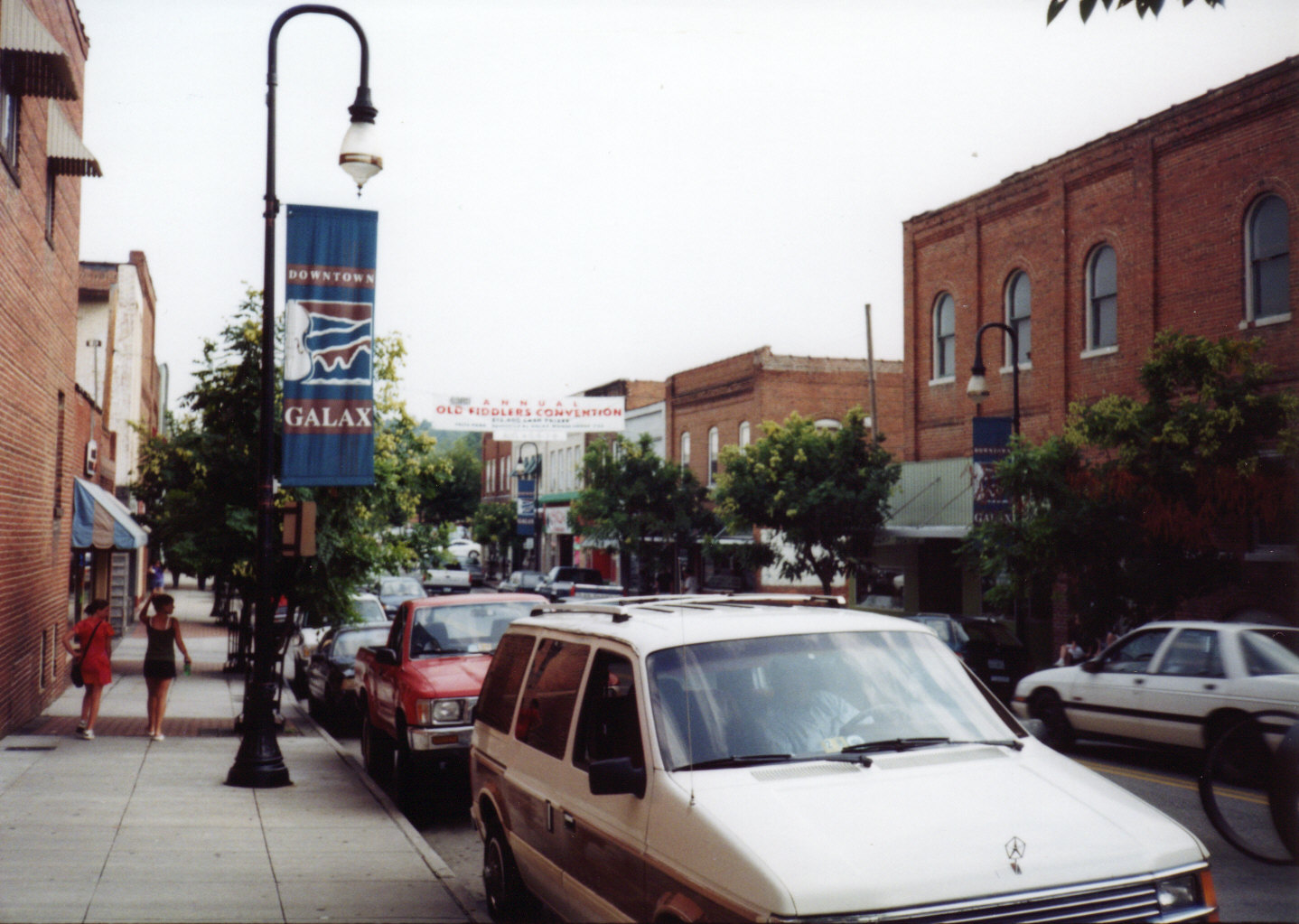
ゲイラクス市中心街

ゲイラクス市はアパラチア山脈の中にあり、その伝統音楽、すなわちオールドタイム・ミュージックとミュージシャンで知られてきた。アパラチア山脈の地域全体がオールドタイム・ミュージックで知られてはいるが、ノースカロライナ州マウントエアリーやゲイラクス周辺の地域は、この音楽が若者の間にも強く残っている数少ない地域である。国内でも著名な伝統音楽競技会の1つオールド・フィドラーズ・コンベンションは、1935年から毎年ゲイラクス市で開催されている。昔からブルーグラスの分野で有望なミュージシャンを集めてきた。円形劇場やオールドタイム音楽博物館のあるブルーリッジ音楽会館が、ブルーリッジ・パークウェイの213マイルポストから数マイルの距離にある。

## レクリエーション
ニュー川トレイル州立公園の南端がゲイラクス市にある。

## 教育
ゲイラクス市の公共教育は、ゲイラクス市公共教育学区が管轄している。学区内にはゲイラクス高校、ゲイラクス中学校、ゲイラクス小学校がある。